# Martti Ketelä
Martti Ketelä (né le 24 octobre 1944 à Kotka et mort le 26 juin 2002 à Helsinki) est un pentathlonien finlandais. Il participe aux Jeux olympiques d'été de 1972 où il remporte une médaille de bronze.

## Palmarès

### Jeux olympiques
- Jeux olympiques de 1972 à Munich,  Allemagne
  -  Médaille de bronze dans l'épreuve par équipe[1].